# Troisième étoile à droite
Pour plus de détails, voir Fiche technique et Distribution.
Troisième étoile à droite (Third Star) est un film britannique réalisé par Hattie Dalton (en) et sorti en 2011.

## Synopsis
James est atteint d'un cancer incurable. Pour fêter son vingt-neuvième anniversaire, ses amis lui organisent une randonnée en vue de se rendre sur le lieu préféré du jeune homme : Barafundle Bay (en), au Pays de Galles.
Ce périple sonnant comme un adieu, les quatre amis vont en profiter pour se retrouver, pour révéler les non-dits et faire le point sur eux-mêmes. James va devoir affronter ses angoisses vis-à-vis de sa maladie, comprendre ce que fut et sera sa vie désormais, le plus important en ce moment précis étant d'accomplir une dernière chose avant de disparaître.

## Fiche technique
- Titre original : Third Star
- Titre français : Troisième étoile à droite
- Réalisation : Hattie Dalton (en)
- Scénario : Vaughan Sivell
- Photographie : Carlos Catalán
- Musique : Stephen Hilton (en)
- Production : Kelly Broad et Vaughan Sivell
- Société de production : Western Edge Pictures, Matador Pictures et Cinema One
- Pays d'origine :  Royaume-Uni
- Langue : anglais
- Genre : drame
- Durée : 92 minutes
- Dates de sortie : 20 mai 2011 (Royaume-Uni)

## Distribution
- Benedict Cumberbatch : James
- Tom Burke : Davy
- JJ Feild : Miles
- Adam Robertson : Bill
- Hugh Bonneville : Beachcomber
- Helen Griffin (en)

## Autour du film
- Le film a été présenté en avant-première au Festival international du film d'Édimbourg en juin 2010.